# Joaquim Pedro de Oliveira Martins
Pour les articles homonymes, voir Oliveira et Martins.
Joaquim Pedro de Oliveira Martins (Lisbonne, 1845 — ibidem, 1894) était un homme politique, écrivain, historien et sociologue portugais.
Oliveira Martins est une des figures clefs de l’historiographie portugaise contemporaine. Ses ouvrages, qui traitent essentiellement de l’histoire du Portugal et de son expansion coloniale, tendent à privilégier le rôle de l’initiative individuelle dans les événements historiques et marquèrent plusieurs générations d’intellectuels portugais. Autodidacte, éclectique politiquement et intellectuellement, il adhéra d’abord à un socialisme de type proudhonnien, pour se rallier plus tard au réformisme, devenant alors parlementaire.

## Biographie
Orphelin de père, il connut une adolescence difficile, ne parvenant pas à achever ses études secondaires, ce qui l’eût permis de s’inscrire à l’école polytechnique en vue d’une formation d’ingénieur militaire. Il trouva à s’employer en tant que comptable dans une maison de commerce de 1858 à 1870, puis, en raison de la faillite de l’entreprise dans laquelle il travaillait, il s’en fut exercer les fonctions d’administrateur d’une mine en Andalousie. Quatre ans plus tard, il retourna au Portugal pour y diriger la construction d’une voie ferrée de Porto à Póvoa de Varzim et à Vila Nova de Famalicão. En 1880, il fut élu président de la Société de géographie commerciale de Porto et, quatre années plus tard, directeur du Musée industriel et commercial de Porto. Ensuite, il occupa le poste d’administrateur de la Régie des tabacs, puis de la Companhia de Moçambique, et siégea dans la commission exécutive de l’Exposition industrielle portugaise.
En mars 1865, il épousa Vitória Mascarenhas Barbosa, mais le couple n’eut pas d’enfants. L’ancien ministre des Finances Guilherme de Oliveira Martins était son arrière-neveu.

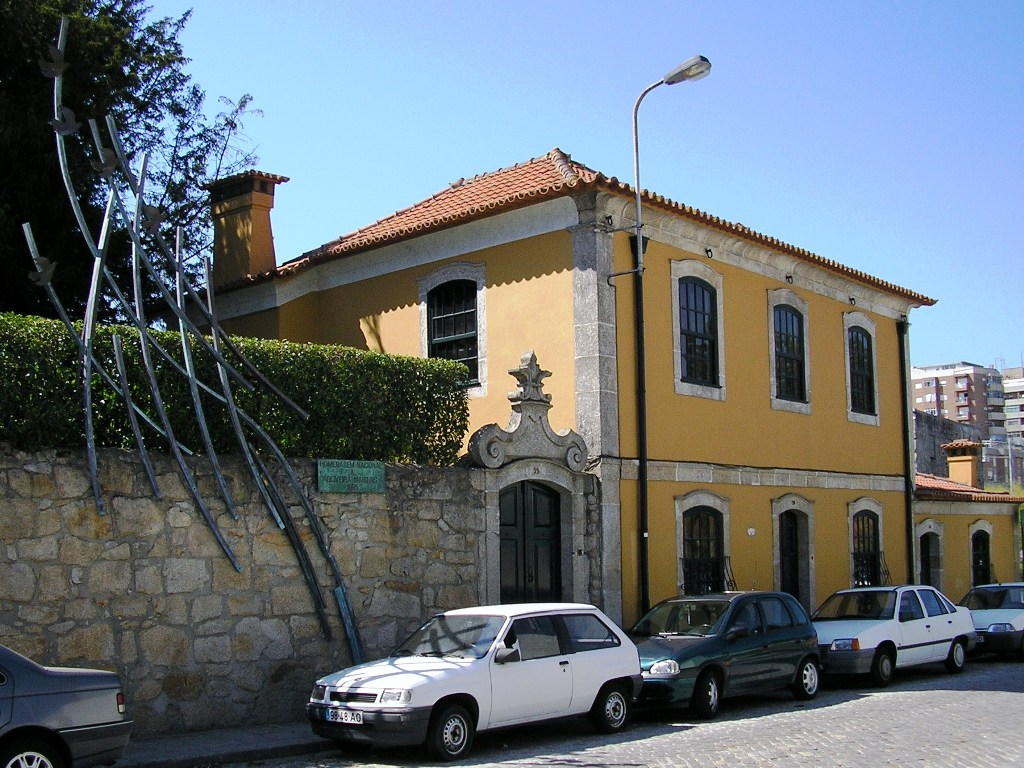
La Casa da Pedra, sur la rua das Águas Férreas, résidence d'Oliveira Martins à Porto.

Il devint député en 1883, ayant été élu par la ville de Viana do Castelo, et à nouveau en 1889, élu par la circonscription de Porto. En 1892, il fut sollicité pour assumer le portefeuille des finances dans le cabinet ministériel mis en place sous la présidence de José Dias Ferreira, et en 1893 fut nommé vice-président de la Commission de crédit public.
L’un des animateurs de la dénommée Génération de 70 (avec son ami intime Antero de Quental), il fit montre d’une grande plasticité face aux multiples courants d’idées qui parcouraient son siècle.
Oliveira Martins collabora aux principaux journaux littéraires et scientifiques portugais, ainsi qu’à la presse politique socialiste.

## Œuvre
Sa vaste production s’échelonne de ses débuts littéraires — son roman Febo Moniz, publié en 1867 — jusqu’à sa mort en 1894. Dans le domaine des sciences sociales sont à signaler Elementos de Antropologia, de 1880, Regime das Riquezas, de 1883, et Tábua de Cronologia, de 1884. Parmi ses ouvrages d’histoire, il y a lieu de citer en particulier História da Civilização Ibérica et História de Portugal, parus en 1879, O Brasil e as Colónias Portuguesas, de 1880, Os Filhos de D. João I, de 1891, et enfin História da República Romana. Ces ouvrages eurent un impact considérable, non seulement dans les milieux politiques du pays, mais aussi sur l’historiographie, la critique littéraire et la littérature portugaises des XIXe et XXe siècles, tout en suscitant chacun d’amples controverses : les auteurs intégralistes notamment reprochaient à Oliveira Martins son extrême pessimisme, voire l’accusaient d’anti-patriotisme.
Il fit siennes diverses idéologies, souvent contradictoires entre elles, devenant en effet tour à tour anarchiste (proudhonien), républicain, monarchiste, libéral, anti-libéral et ibériste. S’il se fit le chantre de la liberté politique et économique, il défendit également la dictature, comme celle de João Franco. Il est cité comme l’un des introducteurs des idées socialistes au Portugal, mais a pu passer aussi pour un proto-fasciste ; ainsi p.ex., il adopta notamment les thèses racistes, considérant en effet que les peuples issus des noirs ou des Indiens étaient inaptes au progrès. L’échec des grandes grèves de 1872 le fit basculer dans le réformisme, désormais jugé plus fécond que l’agitation politique, et le porta à rechercher un mandat parlementaire.
Son œuvre exerça une influence sur nombre d’auteurs portugais, mais aussi brésiliens, du XXe siècle, tels qu’António Sérgio, Eduardo Lourenço ou António Sardinha.
Oliveira Martins était membre correspondant de l'Académie royale espagnole.

### Travaux d’historien

Portrait de jeunesse d’Oliveira Martins.

L’historien Sérgio Campos Matos souligne que dans les ouvrages historiographiques d’Oliveira Martins « l’événement singulier est toujours relié à la totalité, selon un principe d’unité ». Martins oscillait entre le déterminisme social et l’affirmation de l’individu, considérant que raison collective et raison individuelle ne pouvaient pas être dissociées. Si le cours historique de la nation portugaise était une « succession d'actes volontaires, de desseins d'hommes d'État », l'action de ces fortes personnalités restait néanmoins subordonnée à un système idéel de principes et de lois déterminants, l'auteur adhérant à l'idée que l'action humaine était un instrument du destin. Oliveira Martins se montrait sceptique tant vis-à-vis d'une « science universelle de l'histoire », en ce qu’il niait l'existence de lois en histoire et privilégiait l'enseignement de la chronologie et de la philosophie de l'histoire, que vis-à-vis du roman historique, qu’il considérait comme un « genre hybride et faux », et penchait, en conséquence, vers l'histoire narrative. Il en résulta un ensemble de livres qui sont autant de vastes fresques évocatrices, émaillées de réflexions psychologiques, rappelant la manière de Tacite. Cependant, cette position était vouée à une forte contestation dans le contexte de la seconde moitié du dix-neuvième siècle, c’est-à-dire à une époque où des disciplines telles que l’archéologie, l’ethnologie, la philologie et la géographie se trouvaient en plein épanouissement et où l'on tendait à voir l’histoire comme une matière régie par des lois naturelles.
Oliveira Martins était fortement influencé par des auteurs comme l'historien allemand Theodor Mommsen, en particulier pour ce qui est de l'importance accordée au héros comme l’homme le mieux à même d’incarner l’âme du pays, la psychologie collective de la nation à tel ou tel moment historique, et d’être à l’unisson des désirs et des ambitions de celle-ci. Dans les derniers ouvrages de Martins, le rôle de l'individu dans l’histoire tendait à s'accroître encore, manifestation sans doute du scepticisme de l'auteur à l’égard d’une régénérescence nationale immédiate.

### Ouvrages d'Oliveira Martins
- Febo Moniz
- Os Lusíadas - Ensaio sobre Camões, em Relação à Sociedade Portuguesa e ao Movimento da Renascença
- A Teoria do Socialismo - Evolução Política e Económica das Sociedades da Europa
- História da Civilização Ibérica
- História de Portugal
- O Brasil e as Colónias Portuguesas
- Elementos de Antropologia
- Portugal nos Mares: Ensaios de Critica, Historia e Geographia, Lisboa, Bertrand, 1889 (repr. Parceria Antonio Maria Pereira, 1924).
- Regime das Riquezas
- Tábua de Cronologia
- Os Filhos de D. João I
- A vida de Nun'Álvares
- Portugal contemporâneo

### Ouvrages et articles sur Oliveira Martins
- (pt) Sérgio Campos Matos, Estudos de homenagem a Jorge Borges de Macedo, Lisbonne, Instituto Nacional de Investigação Científica (INIC) / Centro de Arqueologia e História da Universidade de Lisboa, 1992, « Na génese da teoria do herói em Oliveira Martins ».
- (pt) Carlos Maurício, « O falso Portugal de Oliveira Martins », Ler História, Lisbonne, Institut universitaire de Lisbonne, no 38,‎ 2000, p. 57–86.
- (pt) J. P. de  Oliveira Martins, Portugal nos Mares: Ensaios de Critica, Historia e Geographia, Lisboa, Bertrand, 1889 (repr. Parceria Antonio Maria Pereira, 1924).